# Prihod gladiatorjev
Prihod gladiatorjev op. 68 (češko Vjezd gladiátorů) je vojaška koračnica, ki jo je leta 1897 napisal češki skladatelj Julius Fučík. Prvotno jo je poimenoval Velika kromatična koračnica (Grande Marche Chromatique), kar je odražalo uporabo kromatičnih lestvic v celotnem delu, vendar je naslov spremenil na podlagi njegovega osebnega zanimanja za Rimsko cesarstvo.
Koračnica je na splošno razdeljena na tri dele. Prvi del vsebuje melodijo, ki jo vodi trobenta in več podpornih delov. Druga tretjina je del, kjer nizka trobila (večinoma tube) prevzame vlogo kromatične lestvice. Končno je na voljo koračnica ali mehkejši melodični del, kjer je močno ravnovesje med pihali in nizkimi trobili. Koračnica ima del, podoben drugi tretjini, z zvokom, podobnim kromatičnim skalam. Skladba je napisana v alla breve taktu (ali dvopolovinski takt) in je bila prvotno napisana za igranje v standardnem tempu koraka, toda ko ga igrajo kot cirkuško koračnico, ga po navadi igrajo veliko hitreje.

## Zgodovina
Češki skladatelj Julius Fučík je koračnico napisal 17. oktobra 1899 v Sarajevu, kjer je bil od leta 1897 nameščen kot vojaški mojster avstro-ogrske vojske. Prvotno je delo poimenoval Grande Marche Chromatique. Koračnica prikazuje vrhunsko tehnologijo igranja in izdelavo pihalnih glasbil, kar je omogočalo hitro in enakomerno kromatično prestavo na vseh glasbilih in položajih. Fučík je bil tako navdušen nad opisom gladiatorskega videza v rimskem amfiteatru v romanu Henryka Sienkiewicza Quo Vadis (1895, nemško 1896), da je kmalu spremenil naslov svojega dela. Fraza prihod gladiatorjev je znana v dveh opisih Pompejev leta 1877 in je verjetno starejša.
Dirigent Anton Fridrich (1849–1924, Khevenhüller-Marsch) je 10. januarja 1900 v Gradcu napisal aranžma za godalni orkester. Julija 1900 so Koncertno koračnico za veliki orkester, ki jo je v Pragi objavila Hoffmannova vdova, poslušali pod naslovom Einzug der Gladiatoren. Sledile so nadaljnje spremembe.
Hermann Ludwig Blankenburg se je poslovil od gladiatorjev najpozneje leta 1904. Leta 1928 je Great Odeon Orchestra obe komada posnel na plošči (št. 85204).

## Različice
Leta 1901 je ameriški založnik Carl Fischer objavil različico te koračnice, ki jo je za ameriški pihalni orkester priredil kanadski skladatelj Louis-Philippe Laurendeau pod naslovom "Thunder and Blazes". V tem obdobju je skladba pridobila trajno priljubljenost kot cirkuška himna , ki so jo uporabljali za prihod klovnov v areno. Velikokrat je prisotna ob defileju eksotičnih živali ali na koncu nastopa slonov. Danes je poznana predvsem v tej različici. Laurendeaujeva različica je bila prepisana tudi za sejemske mehanske orgle.
Prihod gladiatorjev Juliusa Fučíka je naveden tudi v pesmi Yakety Sax iz leta 1963 , ki je bila parodirana v številnih filmih in TV oddajah, vključno z V for Vendetta, Doctor Who, Simpsonovi , Family Guy in South Park. Koračnico igrajo na  občasnih prireditvah v koncertni dvorani.